# Водолюбы
Водолю́бы (лат. Hydrophilidae) — семейство жуков.

## Описание
Внешне немного напоминают плавунцов. Усики короче челюстных щупиков, 6—9 сегментные, булавовидные.

## Образ жизни
Многие виды обитают в воде, часть видов — в навозе и гниющих растительных остатках. Ноги водолюбов снабжены плавательными волосками, но эти водные жители плавают неважно, а потому предпочитают держаться поближе к берегу, в зарослях водных растений. Большинство водолюбов — мелкие или очень мелкие жуки, но самый крупный водолюб чёрный (Hydrophilus piceus) достигает длины 4,7 см (крупнейший жук европейской части России, не считая жука-оленя и реликтового дровосека). От плавунцов его легко отличить по внешним признакам — одноцветной тёмной окраске, очень коротким усикам с булавой на концах и треугольным расширениям на лапках передних ног у самца. Плывущий водолюб загребает ногами не одновременно, а попеременно. Всплывает головой вверх, касаясь поверхности воды усиками, по которым воздух «стекает» к дыхальцам груди. Этот крупный жук охотно ест нитчатые водоросли, мягкие или подгнившие растения. При случае съест червячка, погибшую рыбку или членистоногое. У медлительного водолюба много врагов. От одних он защищается, выбрасывая чёрную дурно пахнущую кашицу, других старается напугать, поскрипывая брюшком о внутреннюю часть надкрылий. Летает водолюб хорошо, преимущественно в лунные ночи.
Личинки водолюбов толстые и неуклюжие, с относительно короткими ногами. Голова их часто загнута на спинную сторону. Охотятся они на малоподвижных животных, например улиток. Плавают личинки плохо и для того, чтобы подниматься к поверхности воды, им приходится ползти по веточкам водных растений.

## Экология и местообитания
Эти жуки — водоплавающие насекомые (за исключением наземного подсемейства Sphaeridiinae).

## Палеонтология

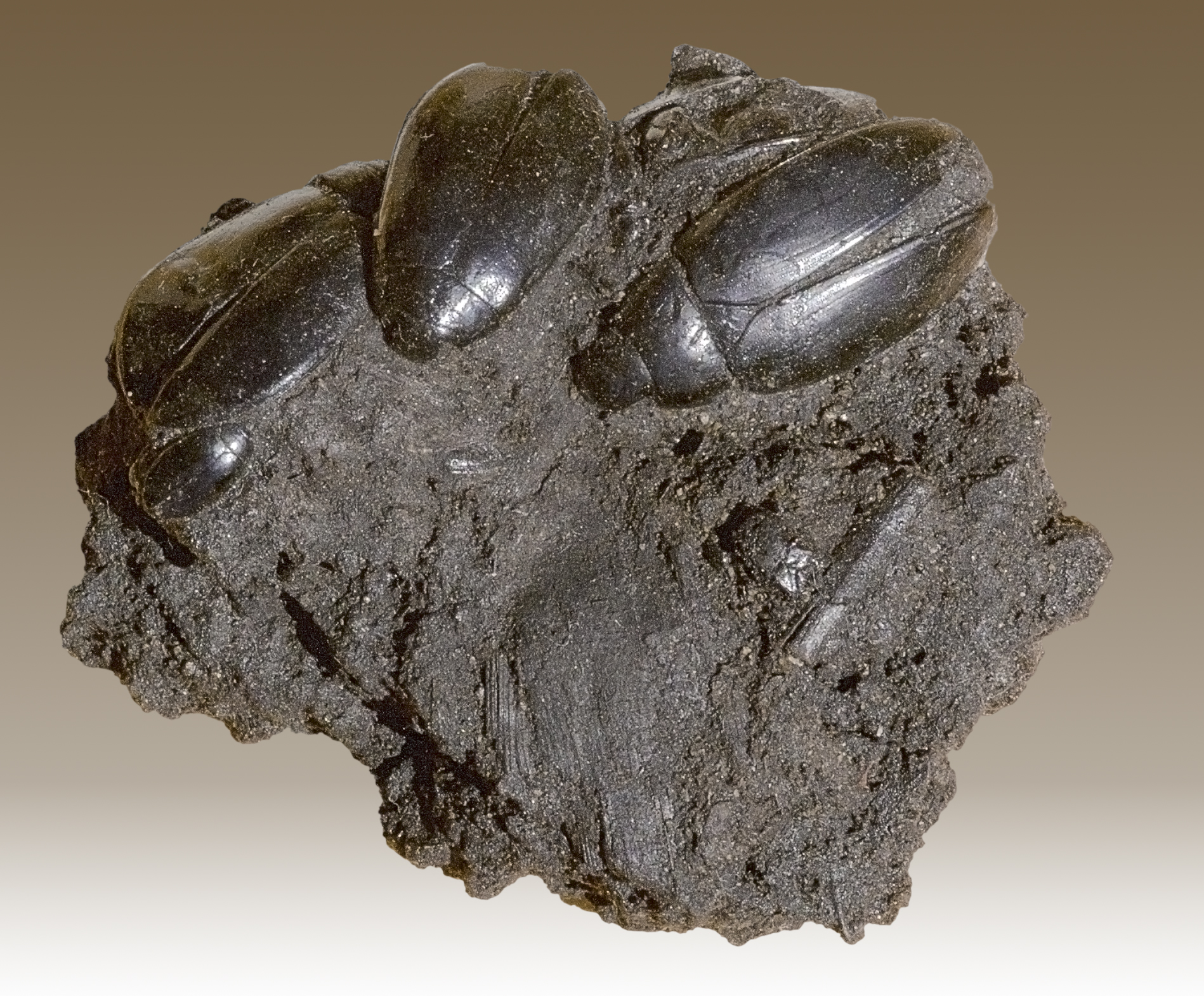
Hydrophilus sp. — ископаемые формы

Водолюбы хорошо представлены в ископаемом состоянии. Известно около 180 ископаемых видов водолюбов в составе 55 родов. Древнейшие находки семейства происходят из верхней юры Германии и Австралии.

## Систематика
Семейство довольно многочисленное, насчитывающее 2803 вида в 161 роде. Семейство насчитывает четыре подсемейства и несколько триб:
- Acidocerinae Zaitzev, 1908 (=Horelophopsinae Hansen, 1997)[4]
- Horelophinae Hansen, 1991
- Hydrophilinae
  - Anacaenini (Anacaena)
  - Berosini
  - Chaetarthriini
  - Hydrophilini
  - Laccobiini
  - Sperchopsini
- Sphaeridiinae
  - Andotypini
  - Borborophorini
  - Coelostomatini
  - Megasternini
  - Omicrini
  - Protosternini
  - Rygmodini
  - Sphaeridiini
  - Tormissini